# Field of Glory
Field of Glory è un videogioco di strategia a turni con componenti di tattica a turni, sviluppato da Slitherine Software, ambientato in varie età antiche fra il 500 a.C. e il 1500 d.C. durante alcune battaglie di guerre storiche o immaginarie, in cui si deve controllare un esercito e dove ci si deve occupare della disposizione e dell'assetto delle truppe.
Il videogioco rappresenta la trasposizione dell'omonimo gioco da tavolo di tipo wargame tridimensionale, che si basa sulle regole per rappresentare battaglie con miniature, riproponendo gli scontri sul campo delle guerre classiche dell'età antica e medievale.

## Modalità di gioco
Paesaggio e unità sono bidimensionali. Ci sono molte battaglie disponibili, sia del passato che inventate, con vari livelli di difficoltà, per il gioco in singolo contro il computer o contro un altro avversario umano che si alterna ai controlli, relative a un grande numero di popoli.
Poi sono presenti anche una guida con la descrizione di tutte le varie cose presenti nel videogioco con consigli utili di tattica e un sistema di aiuti a finestre per imparare le nozioni di base del gioco.
Inoltre si ha a disposizione un completo "generatore di eserciti digitali" di vario tipo e dimensioni con una grandissima varietà di unità schierabili (questi sono poi utilizzabili sia per il gioco in gruppo in due su Internet con modem utilizzando l'apposito sito web per il gioco "on-line", dove anche sono forniti alcuni scenari di battaglie aggiuntive, che in singolo contro il computer o un vero avversario).

## Espansioni
Questo titolo ha avuto molte espansioni, tra cui: Rise of Rome, Storm of Arrows, Immortal Fire, Legions Triumphant, Eternal Empire e Decline and Fall; distribuite negli anni seguenti e realizzate anch'esse dalla stessa casa di sviluppo.

### Rise of Rome
La prima espansione del gioco, Rise of Rome include 5 nuovi terreni, un generatore di battaglie casuali, la visione (ossia la nebbia di guerra delle unità), accampamenti che possono essere saccheggiati dal nemico o rinforzati dal possessore, e oltre 100 nuove unità tra cui cammelli, carri falcati e l'artiglieria. Tra i nuovi eserciti vi sono Romani della Media e della Tarda Repubblica (due eserciti a loro stanti), Pergamo degli Attalidi, Macedoni, Pontici, Gladiatori di Spartaco, Armeni, Parti, Ebraici, Bosporo, Cartaginesi, Tolemaici, Seleucidi, Gallici, Pirrici d'Epiro, Iberi (Spagna) antichi e Numidi. Sono inoltre aggiunte 6 nuove battaglie, tra le guerre greco persiane e le guerre puniche e macedoni.

### Immortal Fire
Immortal Fire si estende dall'VIII secolo a.C., con la nascita della falange greca, al tardo IV secolo a.C., con la nascita dei regni dei Diadochi. Tra i nuovi eserciti figurano Greci Classici, Persiani Achemenidi, Egizi del Tardo Periodo, Traci, Lidi, Cirenaica, Cartaginesi, Sciti/Saci, Indiani Classici, Siracusani, Macedoni di Alessandro, Indo-Greci, Greco-Battriani, Galati e Sarmati. Inoltre, ora vi è l'opzione della doppia mossa, dove le unità possono muoversi più di una volta se hanno punti movimento non usati dopo un movimento iniziale.

### Legions Triumphant
Uscita il 3 marzo 2011, l'espansione Legions Triumphant si estende dal 25 a.C., anno dell'ascesa finale di Augusto fino al 493 d.C., dopo il crollo dell'Impero Romano d'Occidente. Include 15 nuove battaglie tra cui quelle di:
- Adrianopoli (378 d.C.)
- Bibracte (58 a.C.)
- Mancetter (61 d.C.)
- Strasburgo (357 d.C.)

Tra i nuovi eserciti vi sono Romani Principati, Dominati e Federati, Kushan/Indo-Sciti, Daci, Sarmati, Pitti, Bretoni, Alani, Caledoni, Ebraici, Sasanidi, Vandali/Visigoti, Palmiri, Franchi, Alamanni, Burgundi, Quadi, Rugi o Suebi, e Unni Neri ed Eftaliti/Bianchi.

### Decline and Fall
Settima espansione del gioco, Decline and Fall si svolge tra il 493 d.C. all'XI secolo d.C. Include Bizantini, Mori, Visigoti, Vandali, Ostrogoti, Slavi, Lombardi, Nubiani Cristiani, Avari, Turchi, Arabi, Bulgari, Dinastie Khurasanie, Beduine e Dailami, Ghaznavidi e Peceneghi. Tra le 15 nuove battaglie storiche vi sono:
- Ankara, 1402
- Anzen, 838
- Callinicum, 531
- Chaldiran, 1514
- Dara, 530
- Dorylaeum, 1097
- Kosovo, 1389
- Mohács, 1526
- Nicopolis, 1396
- Scultenna, 643
- Taginae, 552
- Vaslul, 1475
- Yarmouk, 636

### Swords and Scimitars
Uscita il 7 luglio 2014, Swords and Scimitars è ambientato nelle crociate dal XI al XIII secoli d.C., e include nuovi eserciti tra cui Crociati, Egiziani Fatimidi, Turchi Selghiucidi, Stati Siriani, Armeni Cilici, Egizi Ayyubidi, Egizi Mammelucchi, Mongoli e Corasmi (nuovo impero persiano). Inoltre consente la Sabbia Morbida come nuovo terreno, e la caratteristica schivata, che permette di scegliere se evitare o meno la battaglia.

## Sequel e spin-off
Esistono anche un sequel del gioco chiamato Field of Glory 2, sempre della Slitherine, e uno spin-off chiamato Field of Glory: Empires.